# Rezerwat przyrody Paráč
Rezerwat przyrody Paráč (słow. prírodná rezervácia Paráč) – rezerwat  przyrody w grupie górskiej Magury Orawskiej na Słowacji. Jest rezerwatem typu leśnego. Jego powierzchnia wynosi 45,27 ha.

## Położenie
Rezerwat położony jest na terenach katastralnych wsi Zázrivá w powiecie Dolný Kubín i Orawska Leśna w powiecie Namiestów. Obejmuje długi na ok. 1,4 km odcinek grzbietu Magury Orawskiej w tzw. Grupie Paracza, z centralnie położonym szczytem Paracza (1325 m n.p.m.). Tereny rezerwatu sięgają od szczytu Paracza w dół do poziomicy ok. 1280 m n.p.m. na dość łagodnie opadających stokach północnych i do poziomicy ok. 1120 m na stromych stokach południowych.
Rezerwat leży w granicach Obszaru Chronionego Krajobrazu Górna Orawa (słow. Chránená krajinná oblasť Horná Orava).

## Historia
Rezerwat został powołany rozporządzeniem Ministerstwa Kultury Słowackiej Republiki Socjalistycznej nr 3485/1980-32 z dnia 31 maja 1980 r. z datą obowiązywania od 1 czerwca 1980 r. jako Štatna prírodná rezervácia Paráč. Obecnie prírodná rezervácia Paráč.

## Cel ochrony
Rezerwat powołano w celu ochrony dobrze wykształconego górnoreglowego boru świerkowego z udziałem jarząbu pospolitego, rosnącego na fliszowym podłożu Magury Orawskiej. Na terenie rezerwatu obowiązuje 5. (najwyższy) stopień ochrony.

## Turystyka
Grzbietem Paracza, przez całą długość rezerwatu, biegnie niebiesko  znakowany, okrężny szlak turystyczny z Zázrivej.